# Caroline Healey Dall
Caroline Wells Healey Dall, född 22 juni 1822 i Boston, död 17 december 1912 i Washington, D.C., var en amerikansk författare och feminist, mor till William Healey Dall.
Dall blev tidigt lärarinna, gifte sig 1844 med prästen Charles Dall samt bosatte sig sedermera i födelsestaden och från 1879 i Washington, D.C. Hon väckte tidigt uppmärksamhet genom litterärt arbete för olika reformkrav och blev med tiden en av de främsta förkämparna för kvinnans rättigheter. Hon författade en stor mängd skrifter, bland annat Woman’s Right to Labour (1860), Woman's Rights Under the Law (1861), The College, the Market and the Court (1867) och Patty Gray’s Journey to the Cotton Island (1869-70).

### Webbkällor
- Dall, Caroline Wells Healey i Nordisk familjebok (andra upplagan, 1906)
- Sunshine for Women
- Unitarian Universalist Historical Society